# Postępowanie egzekucyjne
Postępowanie egzekucyjne – postępowanie wchodzące w skład postępowania cywilnego, którego celem jest przymusowe urzeczywistnienie praw i obowiązków ze stosunków z zakresu cywilnego prawa materialnego (rozumianego jako „sprawa cywilna” – art. 1 k.p.c.). Są to głównie sprawy dotyczące przymusowego wykonania orzeczeń i innych aktów wydanych w sprawach cywilnych, które stanowią tytuły egzekucyjne określone przez przepisy części trzeciej k.p.c. Zupełnie odrębnie jest uregulowane i funkcjonuje postępowanie egzekucyjne w administracji, którego przedmiotem jest wymuszanie przez organy administracyjne wykonania obowiązków w trybie kodeksu postępowania administracyjnego.
Sprawami egzekucyjnymi (w rozumieniu k.p.c.) nie są zatem sprawy, które w art. 2 ustawy z dnia 17 czerwca 1966 r. o postępowaniu egzekucyjnym w administracji poddane zostały egzekucji administracyjnej; należą tu także sprawy przekazane do egzekucji administracyjnej przepisami szczególnymi (w tym obowiązującym do 2002 r. rozporządzeniem Rady Ministrów z dnia 23 grudnia 1996 r. w sprawie wykonania ustawy o postępowaniu egzekucyjnym w administracji).
Niemniej jednak czasami może dochodzić do sytuacji wykonywania aktów administracyjnych w trybie egzekucji sądowej (np. prowadzenie egzekucji z nieruchomości w celu wyegzekwowania należności pieniężnych ustalonych w decyzji ostatecznej). Wszczęcie egzekucji sądowej w sprawach należących do egzekucji administracyjnej nie jest dopuszczalne i uzasadnia umorzenie postępowania.

## Wszczęcie egzekucji
Podstawą egzekucji jest tytuł wykonawczy, a tytułem wykonawczym co do zasady jest tytuł egzekucyjny zaopatrzony w klauzulę wykonalności.
Egzekucja może zostać wszczęta:
- z urzędu
- na wniosek.

Wszczęcie egzekucji następuje na wniosek:
- wierzyciela
- prokuratora[5]
- organizacji pozarządowej.

Wszczęcie egzekucji z urzędu następuje na żądanie uprawnionego sądu pierwszej instancji, który sprawę rozpoznawał, jest to egzekucja na podstawie tytułów pochodzących od sądu. Tytułami takimi są postanowienia wydane w postępowaniu nieprocesowym w sprawach, w których postępowanie może być wszczęte z urzędu (np. postanowienia dotyczące zabezpieczenia spadku i spisu inwentarza), natomiast w postępowaniu procesowym – są to wyroki, w których zasądzono alimenty, w postępowaniu zabezpieczającym – postanowienia dotyczące alimentów, tytuły wykonawcze obejmujące grzywny, kary pieniężne, opłaty sądowe i koszty postępowania.
Wierzyciel ma prawo wyboru komornika na terenie całego kraju. Komornik nie może odmówić przyjęcia wniosku o wszczęcie postępowania egzekucyjnego, do którego przeprowadzenia jest właściwy. Komornik wybrany przez wierzyciela odmawia wszczęcia egzekucji, wykonania postanowienia o udzieleniu zabezpieczenia albo wykonania europejskiego nakazu zabezpieczenia na rachunku bankowym, jeżeli:
- w zakresie prowadzonych przez niego egzekucji zaległość przekracza 6 miesięcy, chyba że łączna liczba wszystkich spraw, jakie wpłynęły do kancelarii w roku poprzednim, nie przekroczyła 1000
- wpływ wszystkich spraw w danym roku przekroczył 2500, a skuteczność w zakresie prowadzonych przez niego egzekucji w roku poprzednim nie przekroczyła 35%
- wpływ wszystkich spraw w danym roku przekroczył 5000[6].

## Organy egzekucyjne i inne podmioty biorące udział w postępowaniu
Organami egzekucyjnymi są:
- sądy rejonowe
- komornicy działający przy powyższych sądach.

W postępowaniu uczestniczą też inne organy, na przykład organy policji, wojska, banki (podmioty te wykonują tylko niektóre czynności w postępowaniu egzekucyjnym).
Sąd okręgowy wyjątkowo jako sąd pierwszej instancji właściwy jest:
- do wykonania czynności związanych z nadaniem klauzuli wykonalności orzeczeniom, które wydał
- w sprawach o stwierdzenie wykonalności orzeczeń sądów zagranicznych i ugód zawartych przed tymi sądami
- do wydania postanowienia o połączeniu postępowań egzekucyjnych prowadzonych co do kilku nieruchomości położonych w okręgach właściwości różnych sądów rejonowych w razie egzekucji z nieruchomości
- do rozpoznania sprawy egzekucyjnej przekazanej mu przez sąd rejonowy w związku z powstałym zagadnieniem prawnym budzącym poważne wątpliwości.

Przy czym sąd okręgowy nie jest organem egzekucyjnym – tę rolę pełni sąd rejonowy.

## Sposoby egzekucji
Postępowanie egzekucyjne może być prowadzone z następujących składników majątkowych:
- z ruchomości (np. samochody, sprzęty domowe)
- ze zwierząt (z zachowaniem przepisów o ich ochronie)
- z wynagrodzenia za pracę
- z rachunków bankowych
- z wierzytelności (np. wynagrodzenie z tytułu umowy o dzieło)
- z nieruchomości
- z innych praw majątkowych (np. akcje, udziały w spółce).

## Ograniczenia egzekucji
Nie podlegają egzekucji m.in. (art. 829, 831 § 1 i 833 § 6 k.p.c.):
- przedmioty urządzenia domowego niezbędne dla dłużnika i jego domowników, w szczególności lodówka, pralka, odkurzacz, piekarnik lub kuchenka mikrofalowa, płyta grzewcza służąca podgrzewaniu i przygotowywaniu posiłków, łóżka, stół i krzesła w liczbie niezbędnej dla dłużnika i jego domowników oraz po jednym źródle oświetlenia na izbę, chyba że są to przedmioty, których wartość znacznie przekracza przeciętną wartość nowych przedmiotów danego rodzaju[11]
- pościel, bielizna i ubranie codzienne, w liczbie niezbędnej dla dłużnika i jego domowników, a także ubranie niezbędne do pełnienia służby lub wykonywania zawodu[12]
- zapasy żywności i opału niezbędne dla dłużnika i będących na jego utrzymaniu członków jego rodziny na okres jednego miesiąca
- jedna krowa lub dwie kozy albo trzy owce potrzebne do wyżywienia dłużnika i będących na jego utrzymaniu członków jego rodziny wraz z zapasem paszy i ściółki do najbliższych zbiorów
- narzędzia i inne przedmioty niezbędne do osobistej pracy zarobkowej dłużnika oraz surowce niezbędne dla niego do produkcji na okres jednego tygodnia, z wyłączeniem jednak pojazdów mechanicznych
- u dłużnika pobierającego periodyczną stałą płacę pieniądze w kwocie, która odpowiada niepodlegającej egzekucji części płacy na czas do najbliższego terminu wypłaty, a u dłużnika nie otrzymującego stałej płacy pieniądze niezbędne dla niego i jego rodziny na utrzymanie przez dwa tygodnie
- przedmioty niezbędne do nauki, papiery osobiste, odznaczenia i przedmioty służące do wykonywania praktyk religijnych oraz przedmioty codziennego użytku, które mogą być sprzedane tylko znacznie poniżej ich wartości, a dla dłużnika mają znaczną wartość użytkową
- sumy i świadczenia w naturze wyasygnowane na pokrycie wydatków lub wyjazdów w sprawach służbowych
- sumy przyznane przez Skarb Państwa na specjalne cele (w szczególności stypendia, wsparcia), chyba że wierzytelność egzekwowana powstała w związku z urzeczywistnieniem tych celów albo z tytułu obowiązku alimentacyjnego
- prawa niezbywalne, chyba że możność ich zbycia wyłączono umową, a przedmiot świadczenia nadaje się do egzekucji albo wykonanie prawa może być powierzone komu innemu
- sumy przyznane orzeczeniem Europejskiego Trybunału Praw Człowieka, jeżeli egzekwowana wierzytelność przysługuje Skarbowi Państwa
- świadczenia z ubezpieczeń osobowych oraz odszkodowania z ubezpieczeń majątkowych, w granicach określonych w drodze rozporządzenia przez Ministrów Finansów i Sprawiedliwości; nie dotyczy to egzekucji mającej na celu zaspokojenie roszczeń z tytułu alimentów
- świadczenia alimentacyjne, zaliczki alimentacyjne, świadczenia rodzinne, dodatki rodzinne, pielęgnacyjne, porodowe i dla sierot zupełnych.

U rolnika prowadzącego gospodarstwo rolne egzekucji nie podlegają m.in. (art. 8291 k.p.c.):
- stado podstawowe zwierząt gospodarskich
- silosy na zboża i pasze
- zapasy opału na okres 6 miesięcy.

Wynagrodzenie ze stosunku pracy podlega egzekucji w zakresie określonym w przepisach kodeksu pracy (art. 833 § 1 k.p.c.).

## Środki prawne przysługujące dłużnikowi w ramach postępowania egzekucyjnego
Dłużnik może skorzystać z:
- skargi na czynności komornika do sądu rejonowego, przy czym wniesienie skargi nie wstrzymuje postępowania egzekucyjnego ani wykonania zaskarżonej czynności, chyba że sąd zawiesi postępowanie lub wstrzyma dokonanie czynności[13]
- powództwa przeciwegzekucyjnego – które jest żądaniem dłużnika pozbawienia tytułu wykonawczego wykonalności w całości lub części albo jego ograniczenia, jeżeli:
  - dłużnik przeczy zdarzeniom, na których oparto wydanie klauzuli wykonalności, a w szczególności gdy kwestionuje istnienie obowiązku stwierdzonego tytułem egzekucyjnym niebędącym orzeczeniem sądu albo gdy kwestionuje przejście obowiązku mimo istnienia formalnego dokumentu stwierdzającego to przejście
  - po powstaniu tytułu egzekucyjnego nastąpiło zdarzenie, wskutek którego zobowiązanie wygasło albo nie może być egzekwowane; gdy tytułem jest orzeczenie sądowe, dłużnik może oprzeć powództwo także na zdarzeniach, które nastąpiły po zamknięciu rozprawy, na zarzucie spełnienia świadczenia, jeżeli zgłoszenie tego zarzutu w sprawie było z mocy ustawy niedopuszczalne, a także na zarzucie potrącenia
  - małżonek, przeciwko któremu sąd nadał klauzulę wykonalności na podstawie art. 787 k.p.c., wykaże, że egzekwowane świadczenie wierzycielowi nie należy się, przy czym małżonkowi temu przysługują zarzuty nie tylko z własnego prawa, lecz także zarzuty, których jego małżonek wcześniej nie mógł podnieść[14].

Ponadto osoba trzecia może w drodze powództwa żądać zwolnienia zajętego przedmiotu od egzekucji, jeżeli skierowanie do niego egzekucji narusza jej prawa.

## Zawieszenie i umorzenie egzekucji

### Zawieszenie egzekucji
Organ egzekucyjny zawiesza postępowanie z urzędu, jeżeli:
- wierzyciel lub dłużnik nie ma zdolności procesowej ani przedstawiciela ustawowego
- nastąpiła śmierć wierzyciela lub dłużnika (wówczas postępowanie podejmuje się z udziałem spadkobierców zmarłego)[16] albo – w zakresie w jakim dotyczy ono praw i obowiązków wynikających z działalności gospodarczej – zarządcy sukcesyjnego w razie ustanowienia zarządu sukcesyjnego[17].

Organ egzekucyjny zawiesza postępowanie na wniosek:
- wierzyciela
- dłużnika, gdy sąd zawiesi[18] natychmiastową wykonalność tytułu lub wstrzymał jego wykonanie albo dłużnik złożył zabezpieczenie konieczne według orzeczenia sądowego do zwolnienia go od egzekucji[16].

Sąd może na wniosek zawiesić w całości lub części postępowanie egzekucyjne, jeżeli złożono skargę na czynności komornika lub zażalenie na postanowienie sądu.
Komornik ma obowiązek wstrzymania się z dokonaniem czynności, jeżeli przed jej rozpoczęciem dłużnik złoży niebudzący wątpliwości dowód na piśmie, że obowiązku swojego dopełnił albo że wierzyciel udzielił mu zwłoki.

### Umorzenie egzekucji
Postępowanie egzekucyjne umarza się z mocy samego prawa, jeżeli wierzyciel w ciągu roku nie dokonał czynności potrzebnej do dalszego prowadzenia postępowania lub nie zażądał podjęcia zawieszonego postępowania.
Postępowanie umarza się w całości lub części z urzędu:
- jeżeli okaże się, że egzekucja nie należy do organów sądowych
- jeżeli wierzyciel lub dłużnik nie ma zdolności sądowej albo gdy egzekucja ze względu na jej przedmiot lub na osobę dłużnika jest niedopuszczalna
- jeżeli jest oczywiste, że z egzekucji nie uzyska się sumy wyższej od kosztów egzekucyjnych[19]
- jeżeli prawomocnym orzeczeniem tytuł wykonawczy został pozbawiony wykonalności
- jeżeli egzekucję skierowano przeciwko osobie, która według klauzuli wykonalności nie jest dłużnikiem i która sprzeciwiła się prowadzeniu egzekucji, albo jeżeli prowadzenie egzekucji pozostaje z innych powodów w oczywistej sprzeczności z treścią tytułu wykonawczego[20].

Organ egzekucyjny umarza postępowanie w całości lub części na wniosek:
- jeżeli tego zażąda wierzyciel; jednakże w sprawach, w których egzekucję wszczęto z urzędu lub na żądanie uprawnionego organu, wniosek wierzyciela o umorzenie postępowania wymaga zgody sądu lub uprawnionego organu, który zażądał wszczęcia egzekucji
- gdy zażąda tego dłużnik, jeżeli przed dniem złożenia wniosku o wszczęcie egzekucji roszczenie objęte tytułem wykonawczym uległo przedawnieniu, a wierzyciel nie wykaże, że nastąpiło zdarzenie, wskutek którego bieg terminu przedawnienia został przerwany
- jeżeli wierzyciel jest w posiadaniu zastawu zabezpieczającego pełne zaspokojenie egzekwowanego roszczenia, chyba że egzekucja skierowana jest do przedmiotu zastawu[21].

Umorzenie postępowania egzekucyjnego powoduje uchylenie dokonanych czynności egzekucyjnych, lecz nie pozbawia wierzyciela możności wszczęcia ponownej egzekucji.